# 第285警備師 (德國國防軍)
德國國防軍陸軍第285警備師（德語：285. Sicherungs-Division）是納粹德國國防軍陸軍的一個警備師。該師於1941年3月組建。
該師組建後，一直在東線後方，進行反遊擊作戰。
該師最後於1944年11月解散。

## 註腳
1. ↑  Mitcham（2007年）